# Vittorio Luigi Mondello
Vittorio Luigi Mondello (Messina, 21 ottobre 1937) è un arcivescovo cattolico italiano, dal 13 luglio 2013 arcivescovo emerito di Reggio Calabria-Bova.

## Biografia
Il 21 giugno 1960 è stato ordinato presbitero, nella cattedrale di Messina, dall'arcivescovo Angelo Paino.

### Ministero episcopale
Il 10 dicembre 1977 papa Paolo VI lo ha nominato vescovo titolare di Carcabia e ausiliare dell'arcivescovo di Messina. Il 21 gennaio 1978 ha ricevuto l'ordinazione episcopale dal cardinale Salvatore Pappalardo.
È stato vescovo di Caltagirone dal 30 luglio 1983 al 28 luglio 1990, quando papa Giovanni Paolo II lo ha chiamato a succedere ad Aurelio Sorrentino, dimessosi per raggiunti limiti d'età, nella carica di arcivescovo metropolita di Reggio Calabria-Bova.
Il 13 luglio 2013 papa Francesco ha accolto la sua rinuncia al governo pastorale dell'arcidiocesi di Reggio Calabria-Bova per raggiunti limiti di età.
È stato membro della Commissione episcopale per la dottrina della fede, l'annuncio e la catechesi della Conferenza episcopale italiana.

## Genealogia episcopale e successione apostolica
La genealogia episcopale è:
- Cardinale Scipione Rebiba
- Cardinale Giulio Antonio Santori
- Cardinale Girolamo Bernerio, O.P.
- Arcivescovo Galeazzo Sanvitale
- Cardinale Ludovico Ludovisi
- Cardinale Luigi Caetani
- Cardinale Ulderico Carpegna
- Cardinale Paluzzo Paluzzi Altieri degli Albertoni
- Papa Benedetto XIII
- Papa Benedetto XIV
- Papa Clemente XIII
- Cardinale Marcantonio Colonna
- Cardinale Giacinto Sigismondo Gerdil, B.
- Cardinale Giulio Maria della Somaglia
- Cardinale Carlo Odescalchi, S.I.
- Cardinale Costantino Patrizi Naro
- Cardinale Lucido Maria Parocchi
- Papa Pio X
- Cardinale Gaetano De Lai
- Cardinale Raffaele Carlo Rossi, O.C.D.
- Cardinale Amleto Giovanni Cicognani
- Cardinale Salvatore Pappalardo
- Arcivescovo Vittorio Luigi Mondello

La successione apostolica è:
- Arcivescovo Andrea Cassone (1992)
- Arcivescovo Salvatore Nunnari (1999)
- Arcivescovo Santo Marcianò (2006)